# Sal de Chevreul

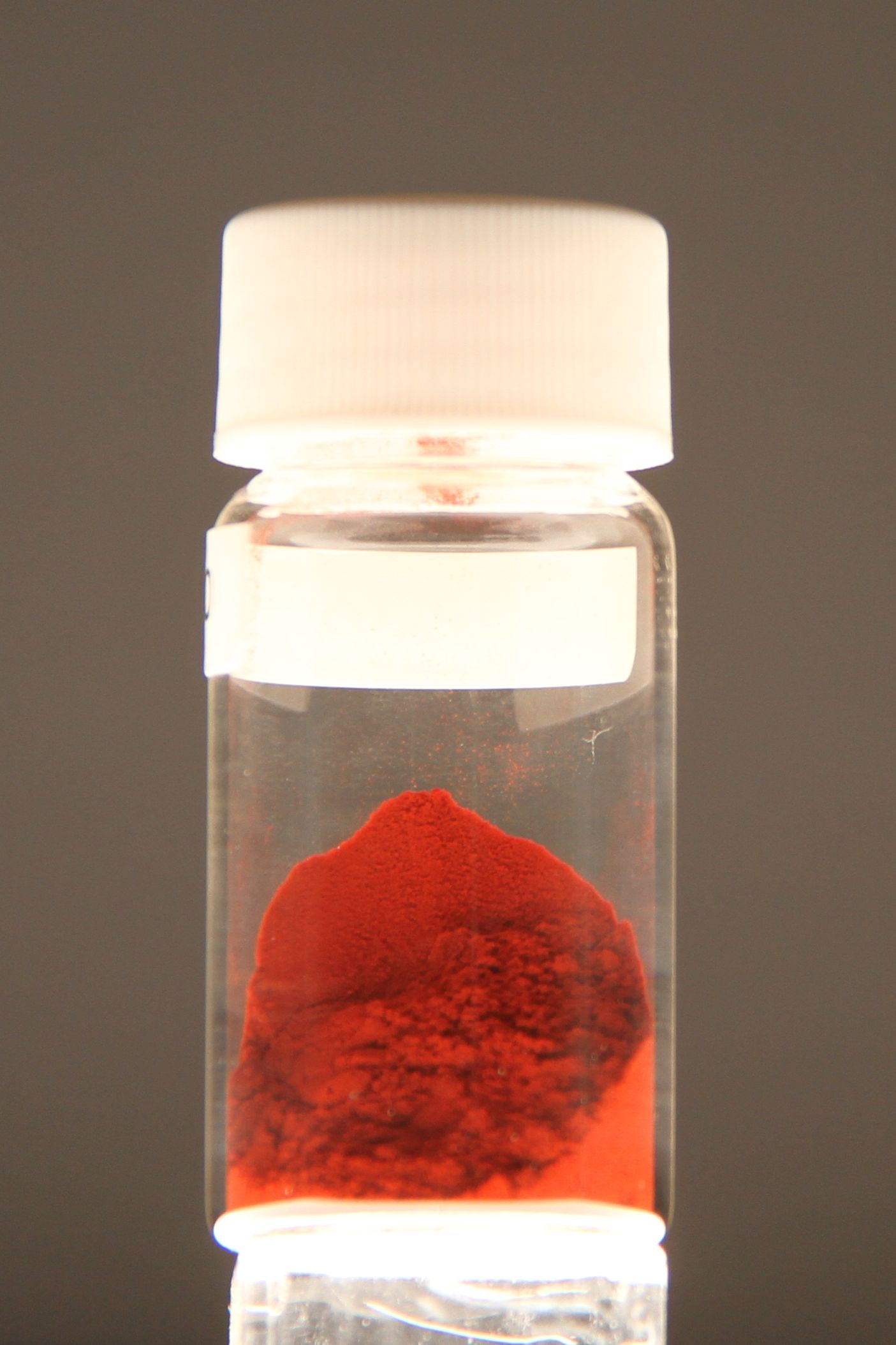
Sal de Chevreul em um frasco.

O sal de Chevreul (sulfito de cobre (I,II) di-hidratado, Cu
2SO
3
•CuSO
3
•2H
2O
 ou Cu
3(SO
3)
2
•2H
2O
), é um sal de cobre que foi preparado pela primeira vez por um químico francês Michel Eugène Chevreul em 1812. Sua propriedade incomum é que ele contém cobre em ambos os seus estados de oxidação comuns, tornando-o um complexo de valência mista. É insolúvel em água e estável no ar. O que era conhecido como sal de Rogojski é uma mistura de sal de Chevreul e cobre metálico.

## Preparação
O sal de Chevreul é preparado tratando sulfato de cobre II aquoso com uma solução de metabissulfito de potássio. A solução muda de cor de azul para verde imediatamente. A identidade da espécie verde é desconhecida. O aquecimento desta solução produz um precipitado sólido avermelhado:
3CuSO
4
 + 4K
2S
2O
5
 + 3H
2O
 → Cu
3(SO
3)
2
•2H
2O
 + 4K
2SO
4
 + 4SO
2
 + H
2SO
4

Quando íons de sódio estão presentes nas soluções que formam o sal, o sódio pode substituir parte do cobre (I), pois os íons têm a mesma carga e tamanhos semelhantes.

## Reações
O sal de Chevreul exibe propriedades de cobre(I) e cobre(II). O ácido clorídrico produz um precipitado branco de cloreto cuproso. Se muito ácido for adicionado, o precipitado se dissolve. Se uma solução de amônia for adicionada ao produto, ele se dissolve e uma cor azul profunda aparece, a qual se deve à presença do complexo [Cu(NH
3)
4(H
2O)
2]
2+.
Ao ser aquecido em uma atmosfera inerte, o sal é estável a 200°C. Ele libera água e dióxido de enxofre para dar CuSO
4•Cu
2O
 e CuSO
4
•2CuO
. A 850°C, o CuO é formado e de 900°C a 1100°C, o Cu
2O
 aparece. O aquecimento no ar ou oxigênio produz CuSO
4
, CuSO
3
 e, finalmente, CuO (óxido cúprico)

## Propriedades
O espectro infravermelho do sal de Chevreul contém bandas fortes com máximos em 473,632 cm−1, médias em 915,980 e 1025 cm−1, e uma banda fraca em 860 cm−1. 980 cm−1 é devido ao alongamento simétrico do grupo sulfito, 632 cm−1 devido à curvatura simétrica, 915 devido ao alongamento assimétrico e 473 cm−1 é devido à curvatura assimétrica. A ausência de divisão nessas bandas indica que o grupo sulfito não é distorcido pelos outros componentes do composto.
O espectro de reflectância óptica mostra absorção em torno de 425 nm com um ombro para 500 nm. Isto é devido a um cromóforo de sulfito cuproso. Um pico de absorção em 785 nm com um ombro para 1000 nm, no infravermelho próximo, é devido à divisão de Jahn-Teller em íons cúpricos. A reflectância máxima é em torno de 650 nm na parte vermelha do espectro.
Na faixa do infravermelho a banda proibida é de 0,85 eV.
O sal de Chevreul é um membro representativo de uma série isomórfica de sais duplos com fórmulas Cu
2SO
3•FeSO
3
•2H
2O
, Cu
2SO
3•MnSO
3
•2H
2O
 e Cu
2SO
3•CdSO
3
•2H
2O
. As propriedades desses sais mostram o efeito do raio iônico e da dureza do íon. Outro análogo, Cu2SO3•NiSO3•2H2O, é de cor vermelho-tijolo. É feito borbulhando dióxido de enxofre através de uma solução mista de sulfato de níquel e sulfato de cobre, aquecendo a 80°C e alterando o pH para 3,5 para precipitar o sal.
A condutividade térmica do sal de Chevreul é de 0,1 kWcm−1, K−1 . A capacidade de calor é de 0,62 Jcm−3K−1 , e a difusividade térmica é de 0,154 cm 2s−1.
A suscetibilidade específica é 3,71×10−6 emu/g.
Nos cristais de sal de Chevreul, há dois ambientes para o cobre. O estado de oxidação +1 do cobre está em um espaço tetraédrico distorcido cercado por três oxigênios e um átomo de enxofre. O estado de oxidação +2 do cobre (ou outro metal na série isomórfica) está em uma coordenação octaédrica distorcida cercada por quatro átomos de oxigênio e duas moléculas de água.
O espectro de fotoelétrons de raios X do sal de Chevreul mostra picos em 955,6, 935,8, 953,3 e 943,9 eV que correspondem a Cu(II) 2p 1/2, 2p 3/2, Cu(I) 2p1/2, 2p3/2. Existem também picos secundários para cobre em 963,7 e 943,9 eV. O enxofre 2 p causa um pico em 166,7 eV e o oxigênio 1s causa um pico em 531,8.

## Aplicações
O sal de Chevreul é usado em um processo hidrometalúrgico para extrair cobre do minério. Primeiramente o minério é oxidado, então extraído com uma solução de sulfato de amônio-amônia. Este é então injetado com dióxido de enxofre resultando na precipitação do sal de Chevreul. O pH deve estar entre 2 e 4,5 para que a precipitação ocorra.
O sal de Chevreul é formado como um produto de corrosão em cobre metálico na presença de ar úmido contaminado com dióxido de enxofre. Quando formado pela primeira vez, o sal tem uma forma ortorrômbica instável com a = 5,591, b = 7,781 e c = 8,356 Å, que muda para a forma monoclínica normal ao longo de um mês, ou mais rápido quando aquecido.